# Alexander Schopper
Alexander Schopper (* 1976 in Wien) ist ein österreichischer Rechtswissenschaftler.

## Leben
Er studierte Rechtswissenschaften in Wien, Brüssel und London und schloss 1999 an der Universität Wien mit Diplom ab. Er promovierte 2001 an der Universität Wien. Nach der Habilitation 2008 an der Universität Wien für die Fächer Bürgerliches Recht, Unternehmens‐ und Gesellschaftsrecht sowie privates Wirtschaftsrecht ist er seit 2011 Inhaber eines Lehrstuhls für Unternehmensrecht an der Universität Innsbruck.

## Schriften (Auswahl)
- mit Nikolaus Vogt: Eigenkapitalersatzgesetz. Praxiskommentar zum EKEG samt Nebenbestimmungen in KO und AO. Wien 2003, ISBN 3-85136-071-0.
- Nachvertragliche Pflichten. Das Pflichtenprogramm nach Erlöschen der vertraglichen Hauptleistungspflicht. Wien 2009, ISBN 978-3-214-02000-2.
- mit Gert Iro und Florian Skarics: Leasing, Factoring und Forfairtierung. Wien 2015, ISBN 978-3-7046-6328-3.
- mit Ferdinand Kerschner: ABGB §§ 1165-1174. Wien 2020, ISBN 978-3-7046-8614-5.